# Milorad Pavić
Milorad Pavić (srbsko Милорад Павић), srbski pisatelj, pesnik in literarni zgodovinar, * 15. oktober 1929, Beograd, † 30. november 2009, Beograd, Srbija. 
Milorad Pavić je poznan predvsem kot pisec nelinearne, interaktivne proze. Je eden najbolj branih sodobnih pisateljev z Balkana, njegova dela pa so prevedena v več kot 30 jezikov. V literarni zgodovini se je ukvarjal predvsem z obdobjem med 17. in 19. stoletjem in veljal za strokovnjaka za barok in simbolizem. Prevajal je Puškina in Byrona.
Njegovo najbolj znano delo, kontroverzni roman Hazarski besednjak, je bilo v 80. letih prejšnjega stoletja ena največjih uspešnic tistega časa. Poleg tega so v slovenščino prevedena še naslednja Pavićeva dela:
- Hazarski besednjak, Pomurska založba, Murska Sobota, 1985; Ma-No, Nova Gorica, 2002.
- Zvezdni plašč, Ma-No, Nova Gorica, 2000.
- Notranja stran vetra, Ma-No, Nova Gorica, 2002.
- Skrinjica za pisanje, Ma-No, Nova Gorica, 2003.
- Pokrajina, naslikana s čajem, Ma-No, Nova Gorica, 2003.
- Poslednja ljubezen v Carigradu, Ma-No, Nova Gorica, 2003, 2004.
- Unikat – roman delta, Ma-No, Nova Gorica, 2005.
- Zgodba, ki je ubila Emilijo Knorr, Ma-No, Nova Gorica, 2006.
- Ljubezenski roman v dveh zgodbah (Jasmina Mihajlović, Milorad Pavić), Ma-No, Nova Gorica, 2006.
- Drugo telo, Ma-No, Nova Gorica, 2007.

1. 1 2  data.bnf.fr: platforma za odprte podatke — 2011.
2. ↑  Internet Speculative Fiction Database — 1995.
3. ↑  http://www.glassrbije.org/E/index.php?option